# 比尔·亚历山大 (政治人物)
威廉·亚历山大（英語：William Alexander；1910年6月13日—2000年7月11日）是英国的共产主义活动家，以参加过西班牙内战著称。
亚历山大出生在汉普郡的灵伍德。从雷丁大学毕业后，他成为了工业化学家，后加入大不列颠共产党。当时，他是位知名的反法西斯活动家，还参加了卡布尔街之战。
1937年，亚历山大志愿加入国际纵队不列颠营，在西班牙内战中支援共和派。他在哈拉马战役结束后不久抵达西班牙，并加入了一个反坦克连，很快，他就升任为队伍的政委，还因在贝尔奇特战役中的英勇表现而受到嘉奖。次年的特鲁埃尔战役中，亚历山大晋升为上尉，负责指挥所有英国人部队，然而，他却在战役中负伤，后于6月作为伤残返回了英国。
回到英国后，亚历山大担任起共产党默西赛德地区书记。二战初期，他试图申请加入桑德赫斯特皇家军事学院，却因自己的共产党员身份遭拒。后来，在阿索尔公爵夫人的帮助下，亚历山大终于如愿以偿，最后，他作为顶级学院毕业。随后，他先后在非洲和欧洲服役，最终晋升为上尉。
1945年和1951年的两场大选中，亚历山大作为东考文垂选区的候选人参选，却每次都失去了自己的选举保证金。1947年至1953年间，亚历山大担任了共产党中部地区书记，而在1953年，他转而担当威尔士地区书记，直到1959年升任为共产党总书记助理。
1967年，亚历山大辞去了自己在共产党里的职位，并当上了锡德纳姆学校的一名化学老师。退休后，他成为了马克思纪念图书馆的馆长。任期从1989年至1996年。此外，他不仅运作着国际纵队协会，还创作了几本详细描述西班牙内战的书籍，比如《争取自由的英国志愿军》和《向佛朗哥说不》。他还为《纪念西班牙内战》一书的创作作出了贡献。
亚历山大把自己的共产党员身份保留到了共产党解散，并在80年代以反对他所认为的修正主义而闻名。90年代时，亚历山大表态称自己支持环境保护事业。